# Landkreis Fallingbostel

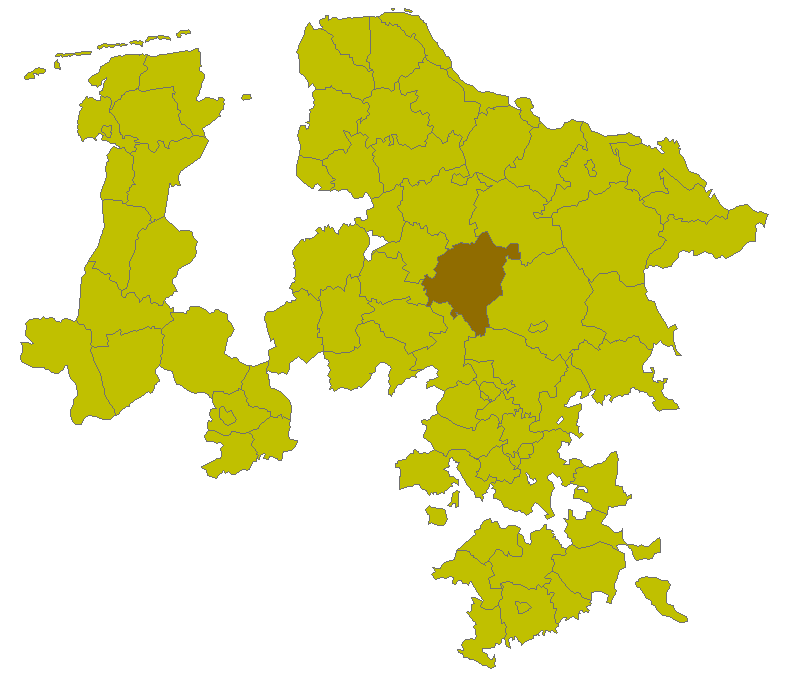
Lage des Kreises Fallingbostel in der Provinz Hannover (1905)

Der Landkreis Fallingbostel war ein bis 1977 bestehender Landkreis in der preußischen Provinz Hannover bzw. im Land Niedersachsen.

## Geographie
Der Landkreis grenzte Anfang 1977 im Uhrzeigersinn im Norden beginnend an die damaligen Landkreise Rotenburg, Soltau, Celle, Hannover, Grafschaft Hoya und Verden.

## Geschichte
Der Kreis Fallingbostel wurde 1885 aus den alten hannoverschen Ämtern Ahlden und Fallingbostel gebildet.
Vom 1. Oktober 1932 bis zum 1. Oktober 1933 waren die Landkreise Fallingbostel und Soltau vorübergehend unter dem Namen Landkreis Fallingbostel (später geändert in Fallingbostel-Soltau) zusammengeschlossen. Der Einrichtung des Truppenübungsplatzes Bergen fielen 1938 elf Gemeinden des Landkreises zum Opfer. Ihr Gebiet wurde zunächst in den Gutsbezirk Platz Bergen überführt und gehört seit 1945 zum gemeindefreien Bezirk Osterheide. Im selben Jahr wechselte außerdem die Gemeinde Bockel in den Landkreis Soltau. Von 1938 bis 1945 gehörte auch das Gebiet des heutigen gemeindefreien Bezirks Lohheide im Landkreis Celle zum Gutsbezirk Platz Bergen im Landkreis Fallingbostel.
Die Gebietsreform in Niedersachsen begann im Landkreis Fallingbostel am 1. Juli 1968, als die Gemeinden Benefeld, Bomlitz, Borg und Uetzingen zu einer neuen Gemeinde Bomlitz zusammengeschlossen wurden. Am 1. Juli 1972 schied die Gemeinde Hülsen aus dem Landkreis aus und wurde in die Gemeinde Dörverden im Landkreis Verden eingegliedert. Durch das Gesetz zur Neugliederung der Gemeinden im Raum Soltau/Fallingbostel wurden am 1. März 1974 zahlreiche Gemeinden des Landkreises zusammengeschlossen. Kettenburg schied aus dem Landkreis aus und kam zur Stadt Visselhövede im Landkreis Rotenburg. Woltem schied ebenfalls aus dem Landkreis aus und kam zur Stadt Soltau im Landkreis Soltau. Insgesamt verringerte sich durch die Gebietsreform die Zahl der Gemeinden des Landkreises von 72 im Jahre 1967 auf 17 im Jahre 1974.
Bei der abschließenden niedersächsischen Kreisreform wurde der Landkreis am 1. August 1977 zusammen mit dem Landkreis Soltau Teil des neuen Landkreises Soltau-Fallingbostel, der seit dem 1. August 2011 Heidekreis heißt.

## Einwohnerentwicklung
| Jahr | Einwohner |
| ---- | --------- |
| 1885 | 25.720    |
| 1905 | 29.330    |
| 1925 | 34.907    |
| 1933 | 33.973    |
| 1939 | 39.019    |
| 1946 | 68.049    |

| Jahr | Einwohner |
| ---- | --------- |
| 1950 | 72.482    |
| 1956 | 62.276    |
| 1961 | 60.919    |
| 1970 | 63.224    |
| 1977 | 61.300    |

## Landräte
- 1885–1896 Adolf Heinrichs (1857–1924)
- 1896–9999 von Campe
- 1896–1908 Rudolf Weyersberg
- 1908–9999 Albert Plate
- 1908–1930 Hermann Rotberg
- 1930–1932 Hans Piesbergen (1891–1970)
- 1939–1945 Bruno Backhaus

## Gemeinden
Die folgende Liste enthält alle Gemeinden und sonstigen Gebietseinheiten, die jemals dem Landkreis Fallingbostel angehörten, sowie alle Eingemeindungen:
| Gemeinde                          | Ew. 1961 | eingemeindet nach               | Datum der Eingemeindung | Anmerkung                         |
| --------------------------------- | -------- | ------------------------------- | ----------------------- | --------------------------------- |
| Adolpsheide                       |          | Fallingbostel                   | 1928/29                 |                                   |
| Ahlden, Flecken                   | 1036     |                                 |                         |                                   |
| Ahrsen                            | 181      | Bomlitz                         | 1. März 1974            |                                   |
| Altenboitzen                      | 305      | Walsrode                        | 1. März 1974            |                                   |
| Altenwahlingen                    | 204      | Böhme                           | 1. März 1974            |                                   |
| Benefeld                          | 2717     | Bomlitz                         | 1. Juli 1968            | 1952 neu gebildet                 |
| Benzen                            | 212      | Walsrode                        | 1. März 1974            |                                   |
| Bierde                            | 382      | Böhme                           | 1. März 1974            |                                   |
| Bockel                            |          | Wietzendorf                     | 1. März 1974            | am 1. August 1938 zum Lkr. Soltau |
| Böstlingen                        |          | Platz Bergen (Gutsbezirk)       | 1. August 1938          |                                   |
| Bockhorn                          | 219      | Walsrode                        | 1. März 1974            |                                   |
| Böhme                             | 269      |                                 |                         |                                   |
| Bomlitz                           | 2080     | Walsrode                        | 1. Januar 2020          |                                   |
| Bommelsen                         | 230      | Bomlitz                         | 1. März 1974            |                                   |
| Borg                              | 473      | Bomlitz                         | 1. Juli 1968            |                                   |
| Bosse                             | 241      | Frankenfeld                     | 1. März 1974            |                                   |
| Bothmer                           | 591      | Schwarmstedt                    | 1. März 1974            |                                   |
| Buchholz (Aller)                  | 735      |                                 |                         |                                   |
| Büchten                           | 317      | Grethem                         | 1. März 1974            |                                   |
| Dorfmark                          | 3060     | Fallingbostel                   | 1. März 1974            |                                   |
| Düshorn                           | 1675     | Walsrode                        | 1. März 1974            |                                   |
| Ebbingen                          | 200      | Walsrode                        | 1. März 1974            |                                   |
| Eickeloh                          | 658      |                                 |                         |                                   |
| Eilte                             | 523      | Ahlden                          | 1. März 1974            |                                   |
| Engehausen                        | 142      | Essel                           | 1. März 1974            |                                   |
| Essel                             | 591      |                                 |                         |                                   |
| Ettenbostel                       |          | Platz Bergen (Gutsbezirk)       | 1. August 1938          |                                   |
| Fallingbostel, Stadt              | 5259     |                                 |                         |                                   |
| Fischendorf                       |          | Dorfmark                        | 1928/29                 |                                   |
| Frankenfeld                       | 225      |                                 |                         |                                   |
| Fuhrhop                           |          | Platz Bergen (Gutsbezirk)       | 1. August 1938          |                                   |
| Fulde                             | 361      | Walsrode                        | 1. März 1974            |                                   |
| Gilten                            | 493      |                                 |                         |                                   |
| Grethem                           | 463      |                                 |                         |                                   |
| Grindau                           | 274      | Schwarmstedt                    | 1. März 1974            |                                   |
| Groß Eilstorf                     | 367      | Walsrode                        | 1. März 1974            |                                   |
| Groß Häuslingen                   | 803      | Häuslingen                      | 1. März 1974            |                                   |
| Hademstorf                        | 482      |                                 |                         |                                   |
| Hamwiede                          | 240      | Walsrode                        | 1. März 1974            |                                   |
| Hartem                            |          | Platz Bergen (Gutsbezirk)       | 1. August 1938          |                                   |
| Häuslingen                        |          |                                 |                         | am 1. März 1974 neu gebildet      |
| Hedern                            | 167      | Frankenfeld                     | 1. März 1974            |                                   |
| Hodenhagen                        | 1593     |                                 |                         | am 1. Oktober 1936 neu gebildet   |
| Hollige                           | 247      | Walsrode                        | 1. März 1974            |                                   |
| Honerdingen                       | 627      | Walsrode                        | 1. März 1974            |                                   |
| Hope                              | 226      | Lindwedel                       | 1. März 1974            |                                   |
| Hudemühlen-Burg                   |          | Hodenhagen                      | 1. Oktober 1936         |                                   |
| Hudemühlen-Flecken                |          | Hodenhagen                      | 1. Oktober 1936         |                                   |
| Hülsen                            | 1207     | Dörverden, Lkr. Verden          | 1. Juli 1972            |                                   |
| Hünzingen                         | 478      | Walsrode                        | 1. März 1974            |                                   |
| Idsingen                          | 237      | Walsrode                        | 1. März 1974            |                                   |
| Jarlingen                         | 186      | Bomlitz                         | 1. März 1974            |                                   |
| Jettebruch                        | 210      | Fallingbostel                   | 1. März 1974            |                                   |
| Kettenburg                        | 350      | Visselhövede, Lkr. Rotenburg    | 1. März 1974            |                                   |
| Kirchboitzen                      | 661      | Walsrode                        | 1. März 1974            |                                   |
| Kirchwahlingen                    | 81       | Böhme                           | 1. März 1974            |                                   |
| Klein Eilstorf                    | 204      | Walsrode                        | 1. März 1974            |                                   |
| Klein Häuslingen                  | 102      | Häuslingen                      | 1. März 1974            |                                   |
| Krelingen                         | 531      | Walsrode                        | 1. März 1974            |                                   |
| Kroge                             | 284      | Bomlitz                         | 1. März 1974            |                                   |
| Lindwedel                         | 702      |                                 |                         |                                   |
| Marklendorf                       | 361      | Buchholz (Aller)                | 1. März 1974            |                                   |
| Mengebostel                       | 331      | Fallingbostel                   | 1. März 1974            |                                   |
| Nienhagen                         | 280      | Gilten                          | 1. März 1974            |                                   |
| Norddrebber                       | 324      | Gilten                          | 1. März 1974            |                                   |
| Nordkampen                        | 467      | Walsrode                        | 1. März 1974            |                                   |
| Obereinzingen                     |          | Platz Bergen (Gutsbezirk)       | 1. August 1938          |                                   |
| Oberhode                          |          | Platz Bergen (Gutsbezirk)       | 1. August 1938          |                                   |
| Oberndorfmark                     |          | Platz Bergen (Gutsbezirk)       | 1. August 1938          |                                   |
| Oerbke                            |          | Platz Bergen (Gutsbezirk)       | 1. August 1938          |                                   |
| Ostenholz                         |          | Platz Bergen (Gutsbezirk)       | 1. August 1938          |                                   |
| Osterheide, gemeindefreier Bezirk | 2349     |                                 |                         | am 1. November 1945 neu gebildet  |
| Platz Bergen, Gutsbezirk          |          | Lohheide, Lkr. Celle Osterheide | 1. November 1945        | am 1. August 1938 eingerichtet    |
| Rethem (Aller), Stadt             | 1999     |                                 |                         |                                   |
| Riepe                             | 159      | Fallingbostel                   | 1. März 1974            |                                   |
| Riethagen                         |          | Hodenhagen                      | 1. Oktober 1936         |                                   |
| Schneeheide                       | 384      | Walsrode                        | 1. März 1974            |                                   |
| Schwarmstedt                      | 3098     |                                 |                         |                                   |
| Sieverdingen                      | 172      | Walsrode                        | 1. März 1974            |                                   |
| Sindorf                           |          | Kirchboitzen                    | 1. Oktober 1936         |                                   |
| Stellichte                        | 569      | Walsrode                        | 1. März 1974            |                                   |
| Stöcken                           | 311      | Rethem (Aller)                  | 1. März 1974            |                                   |
| Suderbruch                        | 313      | Gilten                          | 1. März 1974            |                                   |
| Südkampen                         | 388      | Walsrode                        | 1. März 1974            |                                   |
| Uetzingen                         | 847      | Bomlitz                         | 1. Juli 1968            |                                   |
| Untereinzingen                    |          | Platz Bergen (Gutsbezirk)       | 1. August 1938          |                                   |
| Vethem                            | 364      | Walsrode                        | 1. März 1974            |                                   |
| Vierde                            | 280      | Fallingbostel                   | 1. März 1974            |                                   |
| Vorbrück                          |          | Walsrode                        | 1928/29                 |                                   |
| Vorwalsrode                       |          | Walsrode                        | 1928/29                 |                                   |
| Walsrode, Stadt                   | 12.996   |                                 |                         |                                   |
| Wense                             |          | Platz Bergen (Gutsbezirk)       | 1. August 1938          |                                   |
| Westendorf                        |          | Dorfmark                        | 1928/29                 |                                   |
| Westenholz                        | 277      | Walsrode                        | 1. März 1974            |                                   |
| Westerharl                        |          | Benefeld Bomlitz                | 1952                    |                                   |
| Winkelhausen                      |          | Dorfmark                        | 1928/29                 |                                   |
| Wohlendorf                        | 139      | Rethem (Aller)                  | 1. März 1974            |                                   |
| Woltem                            | 410      | Soltau, Lkr. Soltau             | 1. März 1974            |                                   |

## Kfz-Kennzeichen
Am 1. Juli 1956 wurde dem Landkreis bei der Einführung der bis heute gültigen Kfz-Kennzeichen das Unterscheidungszeichen FAL zugewiesen. Es wurde anschließend für den Landkreis Soltau-Fallingbostel bis zum 14. Januar 1981 ausgegeben.